# Thaise cijfers
Thaise cijfers worden traditioneel gebruikt in Thailand, hoewel de Westerse of Arabische cijfers meer algemeen gebruikt worden. (N.B. Ook in de Laotiaanse Isaan taal worden deze cijfers gebruikt.)
| Thais | Fonetisch   | waarde |
| ----- | ----------- | ------ |
| ๐     | soen/sun    | nul    |
| ๑     | neung/nueng | een    |
| ๒     | song        | twee   |
| ๓     | saam/sam    | drie   |
| ๔     | sie/si      | vier   |
| ๕     | haa/ha      | vijf   |
| ๖     | hok         | zes    |
| ๗     | tjet/chet   | zeven  |
| ๘     | pet/paet    | acht   |
| ๙     | gaow/kao    | negen  |

## Vantientot eenmiljoen
Deze worden samengesteld uit de woorden voor de machten van tien. Het getal na de macht van tien wordt et. De getallen van twintig tot negenentwintig beginnen met yee sip.
| Thais | Fonetisch      | waarde         |
| ----- | -------------- | -------------- |
| สิบ    | sip            | tien           |
| สิบเอ็ด | sip et         | elf            |
| ยี่สิบ   | yie sip/yi sip | twintig        |
| ร้อย   | roy/roi        | honderd        |
| พัน    | phaan/phan     | duizend        |
| หมื่น   | meun/muen      | tienduizend    |
| แสน   | sen/saen       | honderdduizend |
| ล้าน   | laan/lan       | miljoen        |

## Boven een miljoen
Getallen boven een miljoen bestaan uit laan met een factor ervoor. Bijvoorbeeld, tien miljoen is sip laan, en een biljoen (1012) is laan laan.